# 단디 (작곡가)
단디(1987년 8월 10일 ~)는 대한민국의 작곡가, 음악 프로듀서, 가수다. 2010년 싱글 《Feel Sympathy》로 데뷔했다.

## 방송
- 쇼미더머니 4 (2015) - 1차 예선 탈락
- 너의 목소리가 보여 3 (2016) - 제시 편 1라운드 탈락
- 쇼미더머니 6 (2017) - 1차 예선 탈락
- 내일은 미스터트롯 (2020) - Top101

## 피처링
- 스웰 <버렸어, 못 버렸어> (2015)
- Ledo <보여> (2017)